# آرامائیس سرابیان
آرامائیس سرابیان (ارمنی: Արամայիս Սրապյան; انگلیسی: Aramayis Srapian زاده ۲۵ اکتبر ۱۹۱۰ - درگذشته ۱۴ فوریه ۱۹۶۹) شاعر و نویسنده ارمنی-ایتالیایی بود.

## زندگی‌نامه
آرامائیس سرابیان در سال ۱۹۱۰ در روستای اورتاگیوغ، نیکومدیا، ارمنستان غربی متولد شده‌است. به هنگام جنگ جهانی اول پدر و مادرش در جریان نسل‌کشی ارمنی‌ها در سال ۱۹۱۵ میلادی از دست داد و در یتیم‌خانه بزرگ شد.
سرابیان تا سال ۱۹۲۹ در «کالج موراد-رافائلیان» در شهر ونیز تحصیل نمود و سپس در «رشته پزشکی» از دانشگاه میلان ایتالیا فارغ‌التحصیل شد و در همان شهر به کار طبابت اشتغال دارد. وی در سال ۱۹۴۵ انجمن ارمنی‌های ایتالیا را بنیانگذاری کرده‌است.
از آرامائیس سرابیان مجموعه شعرهای: «دیدارها با الهه الهام» (۱۹۴۹)، «آزولوین ونیز» (۱۹۴۵) و مجموعه داستان‌های «در زیر اسلحه» (۱۹۵۶) و «با رزمندگان آلپ» (۱۹۵۹) منتشر شده‌است.
سرابیان در تاریخ ۱۴ فوریه ۱۹۶۹ در سن ۵۸ سالگی در شهر میلان, ایتالیا درگذشت.

## شعری از آرامائیس سرابیان به نام (گریه کودک ارمنی)
| خوب - فراموش کنیم گذشته را و هیچ به خاطر نیاوریم |  | هرچه مرگ است و تبعید و ماتم به خاطر نیاوریم                         |
| فراموش کنیم هرچه ملت نجیب ارمنی                  |  | جهنم را زیست در اینجا، به روی خاک                                   |
| من می‌توانم که فراموش کنم - فراموش کنم            |  | طنین فریادها و شلاق‌ها را گسترده در قلب دره‌ها و کوره راه‌های کوهستانی |
| اما، خدایا، نمی‌توانم فراموش کردن                 |  | آن گریه‌های کودک بی مادر مانده ارمنی را من                           |

- Ստեփանյան, Գառնիկ (1973). Կենսագրական բառարան. Vol. Ա. Երևան: «Հայաստան» հրատարակչություն. p. 9–10. ISBN 978-5-550-00265-0.
- Bardakjian, Kevork B. (2000). A Reference Guide to Modernb Armenian Literature, 1500-1920. Detroit: Wayne State University Press.
- بایگانی‌شده  در ۶ مارس ۲۰۱۶ توسط Wayback Machine Գրիգոր Գապասախալյան at  Avproduction.am
- Armenian Soviet Encyclopedia. Yerevan.
- Hacikyan, A. J.; Basmajian, Gabriel; Franchuk, Edward S.; Ouzounian, Nourhan (2005). The Heritage of Armenian Literature: From the Eighteenth Century to Modern Times. Detroit: Wayne State University Press. ISBN 978-0-8143-3221-4.